# Monk Sherborne
Monk Sherborne est une paroisse civile et un village du Hampshire, en Angleterre.